# Steve Russ
Steve Russ é um ex-jogador profissional de futebol americano estadunidense que foi campeão da temporada de 1997 da National Football League jogando pelo Denver Broncos.